# Strangeulation
Strangeulation è il quattordicesimo album in studio del rapper statunitense Tech N9ne, pubblicato nel 2014. Si tratta del quinto disco della serie Collabos.

## Tracce
1. Strangeulation I – 1:50
2. Hard (A Monster Made It) (featuring Murs) – 3:57
3. Over It (featuring Ryan Bradley) – 4:28
4. Make Waves (featuring Krizz Kaliko, Rittz & Tyler Lyon) – 4:55
5. Nobody Cares: (The Remix) (featuring Krizz Kaliko, Stevie Stone, Wrekonize, Bernz & Ces Cru) – 4:59
6. Great Night (featuring Ces Cru) – 3:32
7. Red Rags (featuring Big Scoob, Jay Rock & Kutt Calhoun) – 3:56
8. Strangeulation II (featuring Stevie Stone, Murs, Brotha Lynch Hung & Godemis) – 3:06
9. Which One (featuring Murs & Godemis) – 2:56
10. American Horror Story (featuring Ces Cru) – 4:09
11. Fear (featuring Mackenzie O'Guin) – 4:25
12. Strangeulation III (featuring Bernz, Kutt Calhoun, Ubiquitous & Wrekonize) – 3:39
13. Na Na (featuring Stevie Stone & Rittz) – 4:08
14. Stink (featuring Krizz Kaliko, Stevie Stone & Kendall Morgan) – 3:59
15. The Calling (featuring Tyler Lyon) – 4:18
16. Strangeulation IV (featuring Prozak, Big Scoob, Krizz Kaliko & Rittz) – 3:14
17. We Are Free (featuring Bernz & Wrekonize) – 4:30

## Classifiche
| Classifica (2014) | Posizione raggiunta |
| ----------------- | ------------------- |
| Stati Uniti       | 5                   |